# AEG J.I
AEG J.I – niemiecki samolot piechoty z okresu I wojny światowej.

## Historia
Po doświadczeniach pierwszych lat wojny dowództwo niemieckie uznało, że należy tworzyć oddziały lotnicze dla bezpośredniego wsparcia wojsk lądowych, tak powstała koncepcja budowy nowego typu samolotu określonego jako samolot piechoty. Taki właśnie samolot oznaczony jako J.I powstał w wytwórni AEG. Jego konstrukcja oparta była na budowanym już samolocie rozpoznawczym AEG C.IV. Nowo powstały samolot różnił się od niego zastosowaniem nowego silnika oraz opancerzeniem przedniej części kadłuba blachą pancerną o grubości 5,1 mm. Otrzymał on również dodatkowe uzbrojenie w postaci dwóch karabinów maszynowych strzelających w dół.
W 1917 roku rozpoczęto jego produkcję seryjną, w czasie której nieznacznie zmieniono jego konstrukcję, taka wersja otrzymała oznaczenie J.Ia. W 1918 roku zbudowano wersję kolejną tego samolotu oznaczoną jako J.II, samolot ten miał przedłużony kadłub, co poprawiło jego własności lotnicze. Zaraz też rozpoczęto jego produkcję seryjną. Łącznie w latach 1917–1918 zbudowano ok. 600 samolotów tego obu wersji.
Po zakończeniu I wojny światowej, samoloty w wersji J.II, które nie zostały przekazane lotnictwu wojskowemu, zostały przebudowane. Usunięto z nich uzbrojenie i opancerzenie kadłuba, a kabinę obserwatora zabudowano, tworząc kabinę dla pasażera. Tak przebudowany samolot otrzymał oznaczenie J.IIK.

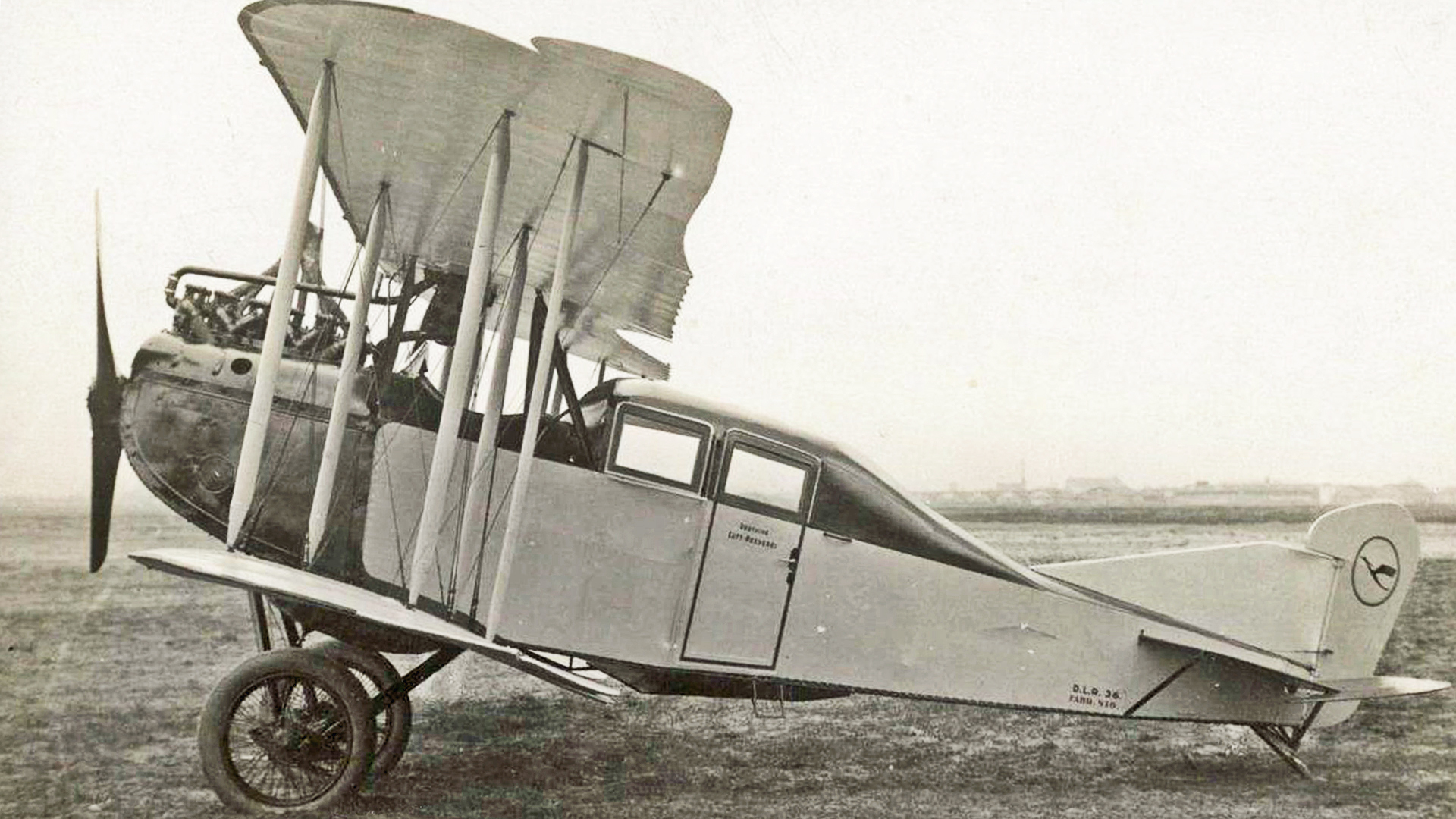
Samolot AEG J.II po przebudowie na samolot pasażerski

## Użycie w lotnictwie
Samoloty AEG J.I i J.II wprowadzono do użytkowania od 1917 roku do specjalnie utworzonych jednostek lotniczych wsparcia piechoty, gdzie były używane do końca wojny.
Samoloty AEG J.II przebudowane na wersję pasażerską zostały sprzedane niemieckiej linii lotniczej Deutsche Luft-Reederei i były użytkowane na trasie Berlin – Weimar.
Dwa samoloty J.I zostały zdobyte na lotnisku Ławica i wyremontowane. Dwa kolejne zdobyli powstańcy wielkopolscy. Jeden z nich wykorzystywano do 1921 r. w Szkole Pilotów na Ławicy.

## Opis techniczny
Samolot J.I to dwumiejscowy dwupłat konstrukcji mieszanej z przewagą elementów metalowych. Kadłub stanowiła spawana z rur stalowych kratownica kryta z góry sklejką, zaś dół i boki płótnem; skrzydła o dużym wydłużeniu z dźwigarami z rur stalowych z drewnianymi żebrami kryte płótnem, połączone ze sobą stojakami z rur stalowych; lotki tylko na górnym płacie. Usterzenie o płaskim profilu również z rurek stalowych, kryte płótnem, statecznik pionowy wsparty zastrzałami.  Przednia część kadłuba do stanowiska obserwatora była opancerzona blachą pancerną o grubości 5,1 mm.
Napęd stanowił 6-cylindrowy silnik rzędowy Benz Bz.IV o mocy 200 KM (147 kW), chłodzony cieczą.
Podwozie klasyczne dwukołowe stałe z płozą ogonową.
Uzbrojenie: 1 ruchomy karabin maszynowy obserwatora Parabellum lMG14  kal. 7,92 mm z zapasem 500 naboi, 2 zsynchronizowane karabiny maszynowe lMG08/15 kal. 7,92 mm umieszczone pod kadłubem i strzelające pod kątem 45o  do przodu w kierunku ziemi. Te karabiny były obsługiwane przez obserwatora za pomocą linki Bowdena. Każdy z karabinów miał zapas 500 naboi.